# Eeke van Nes
Eeke van Nes (neerlandès: Eeke Geertruida van Nes)  (Delft, 17 d'abril de 1969) és una remadora neerlandesa, ja retirada, que va competir durant la dècada de 1990. És filla dels també remers Hadriaan van Nes i Meike de Vlas i néta del jugador de futbol Jan Thomée.
El 1996 va prendre part en els Jocs Olímpics d'Estiu d'Atlanta, on disputà dues proves del programa de rem. Guanyà la medalla de bronze en el doble scull, fent equip amb Irene Eijs, mentre en el quàdruple scull fou sisena. Quatre anys més tard, als Jocs de Sydney, tornà a disputar dues proves del programa de rem. En ambdues proves, el doble scull, junt a Pieta van Dishoeck, i el vuit amb timoner, guanyà la medalla de plata.
En el seu palmarès també destaquen quatre medalles al Campionat del món de rem, dues de plata i dues de bronze, entre les edicions de 1995 i 1999.